# کوه اسنایدر
کوه اسنایدر (به انگلیسی: Snider Peak) یک کوه در ایالات متحده آمریکا است که در Valdez–Cordova Census Area واقع شده‌است. کوه اسنایدر ۲٬۵۱۴٫۶۳ متر بالاتر از سطح دریا واقع شده‌است.